# Lac Timber
Pour les articles homonymes, voir Timber.
Le lac Timber (en anglais : Timber Lake) est un lac américain dans le comté de Grand, dans le Colorado. Il est situé à 3 378 mètres d'altitude au sein du parc national de Rocky Mountain. On l'atteint par le Timber Lake Trail, un sentier de randonnée.